# Maesa ovocarpa
Maesa ovocarpa är en viveväxtart som beskrevs av Ridley. Maesa ovocarpa ingår i släktet Maesa och familjen viveväxter. Inga underarter finns listade i Catalogue of Life.